# Mangfall
Mangfall là tả ngạn của sông Inn ở Oberbayern và dài 58 km. Mangfall chảy từ Tegernsee và nhập gần Rosenheim vào sông Inn.

## Địa lý
Sông Mangfall không có nguồn thực sự, nước chảy vào sông từ hồ Tegernsee. Ba con suối lớn nhất chảy vào Tegernsee là (theo chiều kim đồng hồ) Rottach, Weissach (với 20,7 km suối dài nhất), Söllbach. Dòng sông chạy theo hướng đông bắc gặp suối Schlierach chảy vào, mà xuất phát từ hồ Schliersee.
Tại "Mangfallknie" gần Valley, làng Grub, Mangfall, chảy trước đây về phía bắc, thay đổi hướng của dòng chảy qua một vòng cong gần 180 ° sang phía nam và sau đó về phía đông nam. Ở đây, nó phá vỡ các băng tích của sông băng Inntal cũ.
Các phụ lưu lớn nhất của Mangfall là Schlierach, Leitzach, Glonn và Kalten. 
Phần phía đông của chân đồi dãy Alpen giữa Isar và Inn được gọi là Mangfallgebirge. Khu vực này cung cấp một phần lớn nước uống cho München.

## Thành phố và làng bên cạnh Mangfall

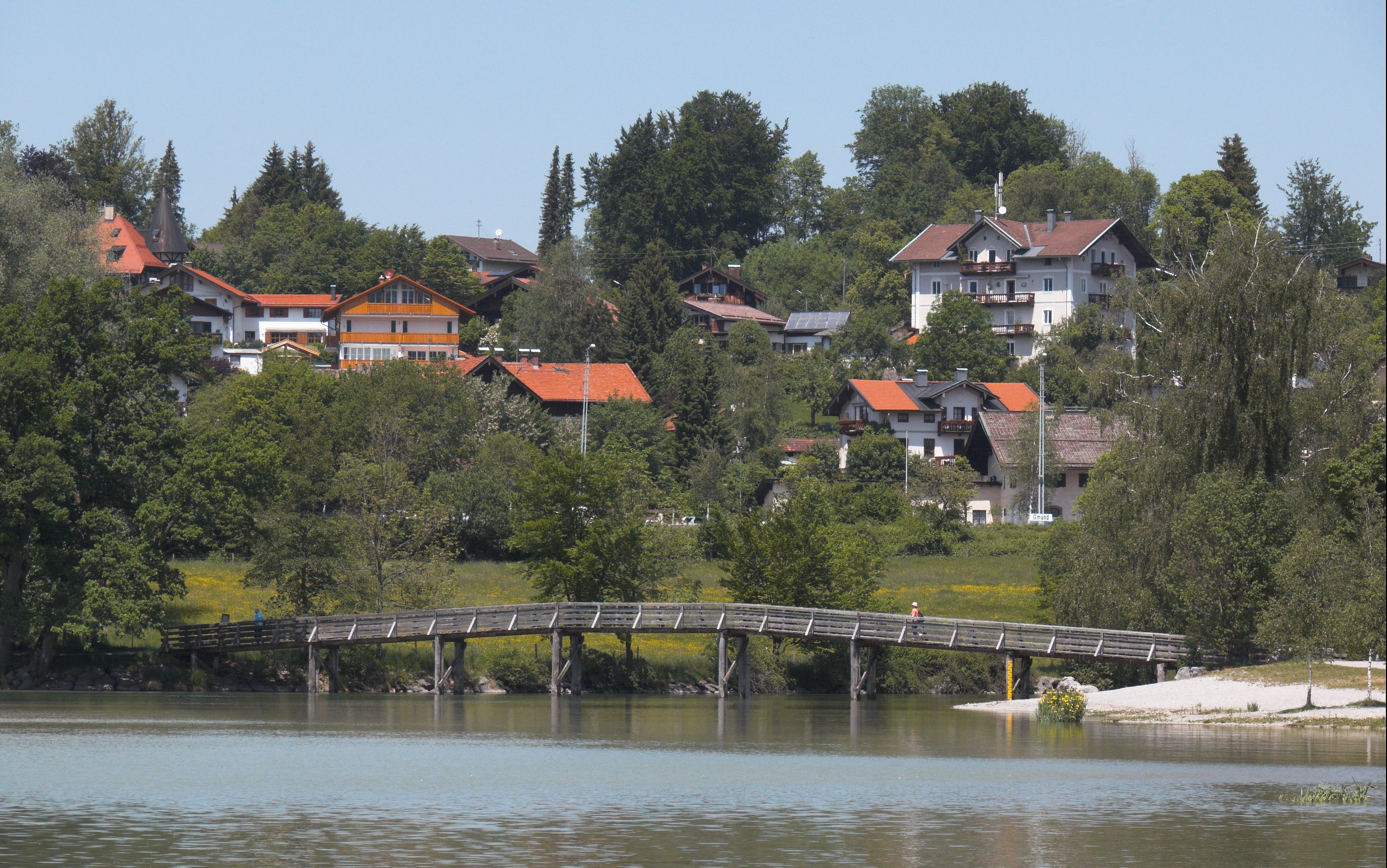
Cầu Mangfall ở Gmund

| - Gmund am Tegernsee - Weyarn - Valley - Hohendilching - Grub - Feldkirchen-Westerham - Schwaig (Feldkirchen-Westerham) - Feldolling - Vagen | - Bruckmühl - Götting - Heufeld - Bad Aibling - Willing - Kolbermoor - Schwaig (Rosenheim) - Rosenheim |